# Karai
Karai (辛い) är en fiktiv karaktär som medverkar i flera versioner av Teenage Mutant Ninja Turtles, där hon är den näst högst rankade medlemmen i Fotklanen, under Shredder.

## Namn
Karai (辛い) är ett japanskt ord som vanligtvis används för att beskriva smakerna kryddig/varm. Dock kan karai också betyda extremt sträng, bister, hård eller storm.
Karai har samma kanji (辛) som ordet tsurai, vilket betyder svår, plågsam, eller grym.

## Mirageserierna

### Volym 1
Mirageseriernas' City at War av Jim Lawson, av Kevin Eastman, Peter Laird och Jim Lawson, leder Karai Fotklanen i Japan som kommer till New York för att återställa ordningen. Sedan Leonardo dödat Shredder, har Fotklanen i New York varit i kaos, då olika grupper bekämpar varandra i en maktkamp, och Shredders elitstyrkor har genomfört flera motivlösa anfall mot andra medlemmar. Karai kidnappar Leonardo och erbjuder sköldpaddorna ett avtal: Om sköldpaddorna dödar elitstyrkorna, kommer hon att erbjuda dem ett stillestånd med Fotklanen.
Då de når taket på den skyskrapa där hennes högkvarter finns hittade de döda vakter ur Fotklanen. Sköldpaddorna tar sig in genom en öppen dörr och hittar Karai och en död flicka, omgiven av flera döda Fotsoldater. Flickan visar sig vara Karais dotter. Karai övertalar Leonardo att hjälpa henne döda alla Shredders elitstyrkor.
Under en slutstrid slåss fem elit-Fotsoldater mot sköldpaddorna, Karai och hennes Fotsoldater. Iförd Shredders rustning befaller Karai Shredders elitstyrkor att begå seppuku, vilket bara en gör.
Efter en hård strid mot övriga återstår bara sköldpaddorna och Karai. Karai tackar sköldpaddorna för hjälpen, men de svarar att hon inte står dem något i skuld mer än ordet. Karai lovar att "aldrig mer skall Fotklanen besvära er" och att hon skall återvända till Japan för sin dotters begravning.

### Volym 3
Karai medverkar inte som figur i volym 3 från Image, men det skall ha bekräftats att hon kunde ha avslöjats bakom masken hos Lady Shredder, en figur introducerad i de sista numrerna som en tredje person i kampen om ledarskapet för Fotklanen. I volym 3 meddelas också att hon avsatts som ledare för Fotklanen i Japan.

### Volym 4
I volym 4 lever Karai i New York..
Fotklanen har stora problem med mystiska krigare som slagit ut dem på flera ställen i världen, men inte bara i New York. Karai ber Leonardo att hjälpa henne fånga en av dessa krigare levande. Hon ljuger sedan för Leonardo om att Fotklanen har böcker om den mystiska konsten. Leonardo noterar att han tycker sig kunna se henne ljuga, och att hon var en god lögnare. Leonardo antar även att hon hamnat i trubbel. Några veckor senare besöker Karai en lokal nattklubb och minglar, och träffar senare Casey Jones. Casey Jones längtar efter sin fru April O'Neil, som befinner sig på pilgrimsfärd, och börjar ge Karai doserade drinkar, och hamnar snart i ett barslagsmål. Karai tar med sig Casey Jones till hennes lägenhet, där han vaknar i bara underkläderna, och minns inget från föregående natt. Han upptäcker senare att en ödmjuk och godhjärtad Karai vet något om föregående natt, men är tveksam till att berätta det för honom.

## Andra serier
Karai medverkar även i flera fristående berättelser av Tales of the Teenage Mutant Ninja Turtles samt serieadaptionen av 2007 års film.

## Framtid
En serie berättelserna i Tales of the Teenage Mutant Ninja Turtles, som fokuserar på sköldpaddornas liv i framtiden, handlar om då Karai är en äldre kvinna som bor i New York, och fortfarande leder en grupp ninjas. Hon är ensam. Hennes barns dotter maniupulerar Raphael att strida mot firender, vilka han i självförsvar besegrar.

## Imageserierna
Då Karai aldrig fullt medverkar i volym 3 av Image Comics TMNT-serier, meddelade serieskaparna att om serierna fortsatt skulle hon avslöjats ha varit Lady Shredder, en karaktär som infördes i slutet av serierna.

## Konamis datorspel

### Teenage Mutant Ninja Turtles: Tournament Fighters
Karai är slutboss i spelet Teenage Mutant Ninja Turtles: Tournament Fighters från 1993 till Sega Mega Drive och Super Nintendo Entertainment System, samt en hemligt spelbar karaktär i den senare versionen. Eftersom 1987 års tecknade TV-serie, Archieserierna och de tre första långfilmerna, där Karai inte medverkar, då var de mest populära TMNT-versionerna kände många inte igen Karai.

### Teenage Mutant Ninja Turtles 2: Battle Nexus
Karai medverkar i konsolversionen av Teenage Mutant Ninja Turtles 2: Battle Nexus.

## 2003 års TV-serie
Karai övergavs i ung ålder av sina föräldrar, och togs in och adopterades av Oroku Saki, (Shredder). Hon tränades i ninjutsu och utövade bushido, Karai medverkar som en av de högst rankade medlemmarna av Fotklanen, med samma status som Hun, och blir senare dess ledare.
Under seriens andra säsong blev Karai en av huvudkaraktärerna. Under serien både hjälper och bekämpar hon sköldpaddorna; en dikotomi som spelar en viktig roll i de flesta av hennes medverkande.

### Handling
Precis som i Mirageserierna debuterade hon i 2003 års TV-serie i berättelserna City at War. Hon anländer i New York då hon hört talas om gängkriget som följde då Shredder är borta, och hon får hjälp av sköldpaddorna att stoppa det, och lovar ett slut på Fotklanens vendetta mot dem i utbyte mot deras hjälp.
Leonardo är övertygad om att Karai är hedervärd, och övertalar Donatello och Michelangelo att hjälpa Karai. Raphael vägrar först, men går senare med på det. Tillsammans återtar Karai, med hjälp av sköldpaddorna, kontroll av Fotklanen i New York. Dock avslöjas i slutet av berättelsen att Karai manipulerar sköldpaddorna, och arbetar fortfarande med Shredder som i denna version inte är död. Hon blir ledsen då (Chrell) svär att hämnas på sköldpaddorna eftersom hon avtalat med dem.
Karai och Fotklanen återkommer i Rogue in the House, Part 1, då en fullt återställd Oroku Saki återtar kontroll över Fotklanen. Det första han gör är att använda en mördarrobot (utklädd till Splinter) för att förinta sköldpaddorna. Då sköldpaddorna inser att deras avtal med Fotklanen brutits, beslutar sig sköldpaddorna för att strida mot Fotklanen igen i deras tillfälliga högkvarter, en båt i hamnen. Leonardo, Raphael och Splinter tas som gisslan under striden, och Karai hamnar i strid mot Leonardo. Fastän Leonardo inte försöker göra motstånd vill hon inte döda honom.
Under slutet av säsong tre, då sköldpaddorna ställs mot Shredder igen, ställer hon sig på Shredders sida. Ändå tas Shredder till fånga och förvisas, medan Karai och Foot Tech-ledaren Dr. Chaplin skickas tillbaka till Jorden.
Då Shredder är borta tar Karai över Fotklanen, och Shredders förklädnad. Hon planerar hämnd på sköldpaddorna, och anfaller dem först med hjälp av Foot Mystics, och sedan leder hon ett anfall i deras hem, som hon tror är framgångsrikt. Sedan stöter hon på Leonardo (som för tillfället inte var hemma), som besegrar henne men låter henne leva.
Karai stöter sedan på sköldpaddorna igen (levande, mycket till hennes förfäran) under deras försök att återta en artefakt från Fotklanen, en amulett som kallas Heart of Tengu. Trots ansträngning lyckas hon inte stoppa dem.
Vad varken sköldpaddorna eller Agent Bishop, som jagade dem, vet är dock att Heart of Tengu var en mystisk artefakt som tillät Fotklanen att kontrollera Elemental Mystics, som hjälpte en människodemon som för flera århundraden sedan terroriserad Japan som Shredder. Förstörelsen av artefakten utlöste en kedjereaktion av händelser som gjorde att demon-Shredder återuppväcktes; hans första mål är, som känner igen Shredders namn. Shredder och hans medhjälpare tar sig till Fotklanens högkvarter; och skadar Karai svårt i strid.
Karai räddas dock av sköldpaddorna, och återhämtar sig och inser hotet som demon-Shredder är och sluter en tillfällig allians med sköldpaddorna.
Snart visar det sig att hon axlar Shredders mantel. Detta ger sköldpaddorna övertaget i slutstriden med demon-Shredder. Säsongen avslutas med att Karai lovar Doctor Chaplin (som överlevt demon-Shredders anfall mot Fotklanens skyskrapa och hjälpt sköldpaddorna) att hon kommer att bry sig mer om den närmaste framtiden, och de två lämnar striden.
Karai medverkar senare under säsongen "Fast Forward", i avsnittet "The Journal". Avsnittet, som behandlar vad som skedde då sköldpaddorna återvänt från tidsresan till år 2105, visar att Karai övergivit sin ovänskap med sköldpaddorna för att bli en student vid Ninja Tribunal. Leonardo är misstänksam mot henne, på grund av en "profetia" att Ninja Tribunal skall avslöjas. Han tror Karai ligger bakom, och anfaller henne. Striden pågår tills Ninja Tribunal återställer ordningen. Det visar sig sedan att profetian Leonardo funnit inte är vad han trodde, och han bannlyses från Ninja Tribunal. De nämner att hon hade Shredders rustning som en del av en begravningsritual hon trodde skulle inträffa. Dock visade sig det dock vara något som Splinter berättade för att lära sköldpaddorna en "läxa" om att säga sig veta för mycket om framtiden (Leonardo hade lärt sig om "händelsen" genom att läsa en falsk version av en dagbok skriven av Casey Jones och April O'Neil); dock trodde Leonardo den var sann.
Karais röst läses av Karen Neill. Hon har medverkat i 24 avsnitt:
1. City at War, Part 1
2. City at War, Part 2
3. City at War, Part 3
4. Rogue in the House, Part 1
5. Rogue in the House, Part 2
6. Space Invaders, Part 2
7. New Blood (även känd som "The New Guard")
8. Mission of Gravity
9. Hun on the Run
10. Same As It Never Was
11. Exodus, Part 1
12. Exodus, Part 2
13. Bad Day
14. Still Nobody
15. Scion of the Shredder
16. Prodigal Son
17. Good Genes, Part 1
18. Good Genes, Part 2
19. New World Order, Part 1
20. New World Order, Part 2
21. Past Present
22. Enter the Dragons, Part 1
23. Enter the Dragons, Part 2
24. The Journal
25. Something Wicked

## 2007 års film
I filmen leder Karai Fotklanen då Shredder besegrats, och arbetar som legoknekt. Zhang Ziyi läser hennes röst i filmen.
Hon anställdes av Max Winters för att vara New Yorks "ögon och öron", men blev ilsken då hon fick reda på sanningen av hans försök att jaga monster. Sedan hjälpte hon Leonardo. Karai slåss även mot April O'Neil medan Fotklanen slåss mot sköldpaddorna och deras vänner.
Då stengeneralerna erbjuder Fotklanen en chans att hjälpa dem erövra världen, vägrade Karai, och ledde sina ninjas mot det sista monstret. Därefter lämnade hon sköldpaddorna i fred.

## 2014 års långfilm
I 2014 års långfilm spelades Karai av Minae Noji.

## 2012 års TV-serie
I 2012 års TV-serie är det Kelly Hu som läser hennes röst. Hon debuterar i avsnittet "New Girl in Town". Under avslutningen av säsong 1 ("Booyaka-Showdown, del 2"), avslöjades att Karai egentligen heter Miwa, och är Hamato Yoshis (Splinters) och Tang Shens dotter, men blev bortrövad av Shredder som spädbarn under ett slagsmål som ledde till Tang Shens död. Shredder har sedan dess uppfostrat henne som sin egen dotter, och sagt till henne att Splinter är ansvarig för hennes mors död